# Bandiagara
Bandiagara is een stad (commune urbaine) en gemeente (commune) in de regio Mopti in Mali. De gemeente telt 17.200 inwoners (2009).

## Geboren
- Malick Yalcouyé (18 november 2005), voetballer